# Tropicus hevelorum
Tropicus hevelorum är en skalbaggsart som beskrevs av Skalický 2007. Tropicus hevelorum ingår i släktet Tropicus och familjen strandgrävbaggar. Inga underarter finns listade i Catalogue of Life.